# Milostné písně
Milostné písně (v anglickém originále Love Songs) je monoopera pro ženský hlas a saxofon srbsko-kanadské skladatelky Any Sokolovićové z roku 2010. Libreto sestavila skladatelka z milostných básní v pěti různých jazycích (angličtina, francouzština, srbština, irština a latina). Premiéru měla 25. března 2008 v torontském divadle Richard Bradshaw Amphitheatre v podání divadelní společnosti Queen of Puddings Music Theatre.

## Vznik, charakteristika a historie
Původem srbská skladatelka působící v Kanadě Ana Sokolovićová spolupracovala od počátku 21. století s torontskou divadelní společnosti Queen of Puddings Music Theatre. Pro ni napsala kratší vokální skladby Pesma a Sirènes a poté svou první operu Půlnoční soud – The Midnight Court z roku 2005 podle slavné irské komické básně Briana Merrimana, která byla provedena i v londýnské Covent Garden a přispěla k tomu, že Hudební rada Quebecu jmenovala Sokolovićovou skladatelkou roku za rok 2007. Pro stejnou společnost napsala Sokolovičová i svou následující operu, mnohem skromnějších rozměrů (pouze jedna zpěvačka a jeden instrumentalista, necelá hodina trvání) nazvanou Milostné písně (Love Songs).
O námětu Sokolovićová napsala: „Láska byla a vždy bude nevyčerpatelnou inspirací lidské tvořivosti. Láska nás následuje všude; láska je příčina a následek. Láska evokuje nejsilnější lidské emoce: láska vedla lidi k válkám, ale také inspirovala nejkrásnější básně. Všechny jazyky zpívají o lásce stejným způsobem. Každé štěstí, strach, smutek a něha je podobná druhému.“
Milostné písně nejsou klasický operní útvar (jsou také někdy označovány za „písňový cyklus“). Jedná se o operní monolog pro jednu zpěvačku s doprovodem saxofonu. Libreto skladatelka sestavila z básní o lásce v pěti jazycích svých oblíbených autorů. V revidované verzi z roku 2016 následují v tomto pořadí: 
- Amaru: She's in the House (anglický překlad)
- Vasko Popa: Dan ti bogat u naručju
- Walt Whitman: Song of the Open Road
- Paul Éluard: Certitude
- Michael Harnett: Dán do Lara
- Émile Nelligan: Ma mère
- Miroslav Antić: Plava zvezda
- Seymour Rice a Albert H. Brown:  You Tell Me Your Dream, I’ll Tell You Mine
- William Shakespeare: O Mistress Mine
- Elizabeth Barrettová-Browningová: How I do Love Thee?
- Paul Éluard: Ma morte vivante
- Gaius Valerius Catullus: báseň 101 (Multas per gentes et multa per aequora uectus)
- Gaius Valerius Catullus: báseň 65 (Etsi me adsiduo defectum cura dolore)[4]

(Oproti počáteční verzi chybí verše Lazy Kostiće.) Tyto básně jsou seřazeny do pěti tematických oddílů („vět“), které skladatelka označuje jako čístá láska, něžná láska, dětská láska, zralá láska a láska k osobě, kterou jsme ztratili. Tyto věty jsou koncipovány lyricky. Mezi nimi jsou čtyři mezihry – autorka je nazývá „holubice“ – v nichž jsou slova „miluji tě“ recitována ve sto jazycích (včetně češtiny); ty jsou spíše rychlého, rytmického rázu.
Hlavní role je značně náročná; slovy recenzentky Wandy Dobrowské jediná představitelka „zpívá, ale také šeptá, vzdychá, naříká, některé části má v Sprechgesangu, jiné recituje, musí zvládat rytmickou hru na tělo a kromě hlasového výkonu táhne souvislý hudebně-dramatický proud díla hereckou a pohybovou akcí“. Napsána byla původně pro mezzosopranistku Lauren Phillipsovou, která tuto postavu zpívala při světové premiéře. Ale i saxofon je jejím důstojným protihráčem a jsou od něj vyžadovány různé alternativní nátiskové techniky, používání perkusivních tónů, vzduchových tónů apod. Česká operní kritička Helena Havlíková ve své (nepříliš příznivé) recenzi popsala styl Sokolovićové v této opeře takto: „Její hudba je eklektickou směsí odkazující tu k romantické nebo veristické opeře, tu k world music, folklorní a etnické hudbě, někdy k chorálu.“
Původní inscenace Milostných písní od Queen of Puddings Music Theatre byla hrána na různých místech v Kanadě i mimo ni, mimo jiné na 25. hudebním bienále v Záhřebu roku 2009. Lauren Phillipsovou vystřídala pro evropské turné Shannon Mercerová, původní scénické řešení Brenta Krysy bylo nahrazeno choreografií Marie-Josée Chartierové. V letech 2012/2016 skladatelka připravila novou verzi pro soprán, kterou připravila montrealská operní společnost Chants Libres se zpěvačkou Marie-Annick Béliveauovou a saxofonistou Jeanem Deromem a která měla premiéru 27. září 2017. V prosinci 2020 ji představila kanadská Tapestry Opera (se zpěvačkou Xin Wang a saxofonistou Wallacem Halladayem).
V Česku inscenovala tuto operu divadelní společnost opera povera (v koprodukci se Slovinským komorním hudebním divadlem). Interprety byli slovinská mezzosopranistka Irena Yebuah Tiran a saxofonista Lovro Rybar, režii měl slovinský operní režisér působící v Česku Rocc, kostým navrhl Atelje Dobrovoljc, dramaturgem byl Pavel Petráněk. Po premiéře této inscenace v Lublani 16. října 2018 následovala česká předpremiéra na Staré radnici v Brně 20. listopadu a o dva dny později pak uvedení v kapli Božího Těla (Uměleckém centru Univerzity Palackého) v Olomouci v rámci festivalu Opera Schrattenbach 2018. Soubor ji pak hrál na jiných místech ve Slovinsku (Novo mesto). V Praze ji představil 24. února 2020 v domě U Kamenného zvonu v rámci festivalu Opera 2020.
První kanadská inscenace byla přijata velmi příznivě. Podle pozdějšího hodnocení „uchvátila kritiky i publikum od okamžiku prvního kontaktu“. Jedna z dobových recenzí (Tamara Bernsteinová v The Globe and Mail) například tvrdí, že se jedná o „vynikající dílo“, ve kterém se Sokolovićová „dotkla pravěkého srdce západní civilizace“. Recenze Johna Gilkse v časopisu Opera Canada označuje Milostné písně za „hudebně a dramaticky bohaté dílo“.
Kritický ohlas v českých zemích byl vyrovnanější. Hudební kritička Helena Havlíková ve webovém časopise OperaPlus formulovala k Milostným písním některé výhrady, mimo jiné vyslovila „podivení, jak málo humoru, ženské rozmarnosti, ba nevážné rozpustilosti nese zkušenost Sokolovićové […] s láskou“. Rovněž mnohojazyčné texty neocenila: „nechám-li zaznít slovo láska ve sto jazycích, není účinek obsahu toho slova stonásobně zesílen“. Opačně ji hodnotila například Wanda Dobrovská v KlasikaPlus, jež dala své recenzi název „Miluji Tě“ 100x jinak; podle ní byla tato opera „strhující“ a Milostné písně „přinesly divákům zážitek, na který budou ještě dlouho vzpomínat“. Pro kritičku Radmilu Hrdinovou v Novinky.cz byla česká inscenace „příjemným emotivním zážitkem“.